# Hickman (Kentucky)
Hickman es una ciudad ubicada en el condado de Fulton en el estado estadounidense de Kentucky. En el Censo de 2010 tenía una población de 2395 habitantes y una densidad poblacional de 258,3 personas por km².

## Geografía
Hickman se encuentra ubicada en las coordenadas 36°34′00″N 89°11′3″O / 36.56667, -89.18417. Según la Oficina del Censo de los Estados Unidos, Hickman tiene una superficie total de 9.27 km², de la cual 9.23 km² corresponden a tierra firme y (0.47%) 0.04 km² es agua.

## Demografía
Según el censo de 2010, había 2395 personas residiendo en Hickman. La densidad de población era de 258,3 hab./km². De los 2395 habitantes, Hickman estaba compuesto por el 63.92% blancos, el 34.07% eran afroamericanos, el 0.13% eran amerindios, el 0% eran asiáticos, el 0% eran isleños del Pacífico, el 0.17% eran de otras razas y el 1.71% pertenecían a dos o más razas. Del total de la población el 1% eran hispanos o latinos de cualquier raza.